# Ostracon de Khirbet Qeiyafa

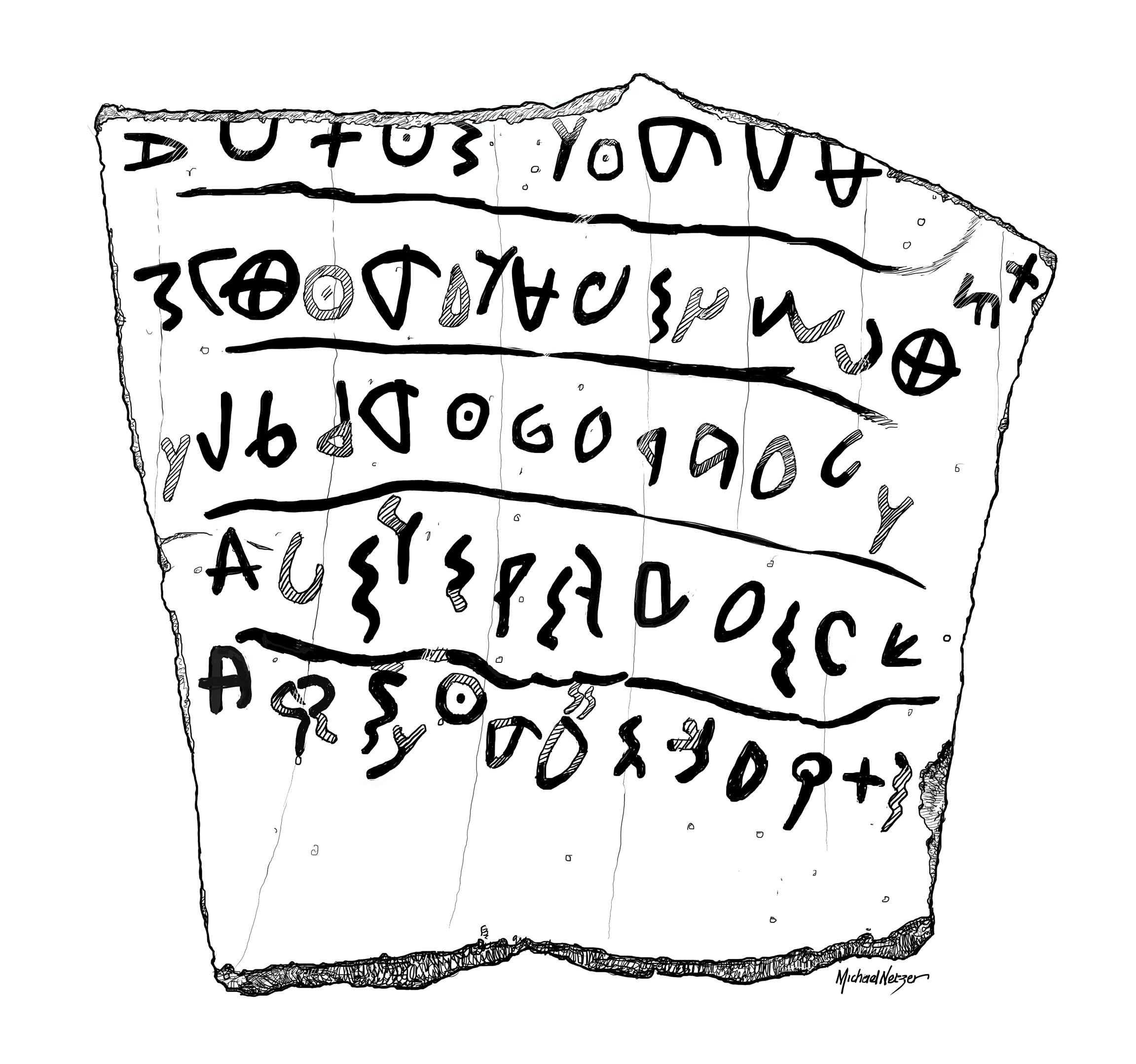
Ostracon de Khirbet Qeiyafa

L'ostracon de Khirbet Qeiyafa est un tesson de poterie découvert en juillet 2008 par l'équipe de Yosef Garfinkel, sur le site de Khirbet Qeiyafa en Israël. Khirbet Qeiyafa était une ville fortifiée de la Shéphélah ("bas pays"), entre les hautes terres de l'est et la plaine côtière de l'ouest, située près de Bet Shemesh, dans une strate datée du Xe siècle av. J.-C. (entre -1050 et -970, selon des mesures au carbone 14).
L'ostracon lui-même n'est pas daté. De forme trapézoïdale, il mesure 15 cm sur 16,5 cm et comporte cinq lignes de texte. Cet objet pourrait être la plus ancienne inscription connue en hébreu ancien, bien que cela soit contesté,,.

## Traductions
Dans une conférence donnée à l'université hébraïque de Jérusalem en octobre 2009, le professeur Hagai Misgav présente une proposition de déchiffrement, acceptée (avec des variantes) par  Yardeni, Ahituv et Schniedewind.
1. Do not do [anything bad?], and serve [personal name?]
2. ruler of [geographical name?] . . . ruler . . .
3. [geographical names?] . . .
4. [unclear] and wreak judgment on YSD king of Gath . . .
5. seren of G[aza? . . .] [unclear] . . .

Ce déchiffrement est publié dans le compte-rendu de l'expédition.
Le 7 janvier 2010, le professeur Gershon Galil, de l'université de HaÏfa, fait une déclaration de presse dans laquelle il propose une traduction du passage qu'il affirme être un document légal. Cette traduction qui contraste avec celle du professeur Hagai Misgav est rejetée par l'équipe de fouilles de Khirbet Qeiyafa,.
Le déchiffrement est en discussion et d'autres versions sensiblement différentes ont été proposées. 
H. Misgav et G. Galil sont d'accord pour affirmer qu'il s'agit d'hébreu ancien, à cause du vocabulaire utilisé. De plus, G Galil invoque aussi des raisons d'ordre culturel. Le docteur Christopher Rollston, de l'université Johns-Hopkins, conteste fortement ce déchiffrement : selon lui, il ne s'agit aucunement d'hébreu ancien, mais d'une écriture alphabétique primitive ou de protophénicien et, typologiquement, cette écriture est clairement antérieure au Xe siècle.
En 2010, l'épigraphiste français Émile Puech identifie l'écriture comme du protocananéen et publie une translittération en hébreu  : 
1. אל תעשק : ועבד א'ל' :|: 'ב'זה
2. שפט (?) ובכ אלמי'נ' (?) שלט
3. בגר . ובעלל . קצם(?) יהד
4. א'ד'מ ושרמ יסד מלכ
5. חרמ <ששמ> עבדמ : מדרת

La traduction qu'il fournit est alors :
1. n'opprime pas et sers Di'eu.:|:Le/a spoliait
2. le juge et la veuve pleurait : il avait pouvoir
3. sur l'étranger résidant et sur l'enfant, il les supprimait ensemble.
4. Les hommes et les chefs/officiers  ont établi un roi
5. Il a marqué <soixante> serviteurs parmi les communautés/habitations/générations

## Interprétations
Yitzhak Sapir, qui conteste en partie la lecture de Galil, accepte d'autres suggestions et note que l'aspect social qu'affirme y voir Galil est en accord avec le lieu de la découverte, à proximité de la porte de la ville, un endroit où les pauvres auraient résidé.
Le communiqué de presse de l'université de Haifa affirme que “le royaume d'Israël existait déjà au Xe siècle av. J.-C., et qu'au moins une partie des textes bibliques ont été écrits des centaines d'années avant les dates présentées dans les recherches présentes." Ces affirmations ne sont pas approuvées par la communauté scientifique (l'université est accusée de courir les donations). Christopher Rollston avertit qu'“il faut éviter de traiter cette découverte de façon sensationnaliste” et fait les remarques suivantes :
- Il est communément admis que bien que l'alphabétisation était présente dans les États du Levant au cours du Xe siècle, celle-ci était confinée à un petit groupe (les scribes). De plus, des chercheurs comme Frank Moore Cross et David Noel Freedman ont daté certaines portions du texte biblique (des poèmes comme Exode 15 ou Juges 5) à des périodes précédant le Xe siècle, et il n'est donc pas surprenant de découvrir un épigraphe du Xe siècle ;
- l'ostracon est mal préservé et difficile à lire, de nombreuses traductions ont été proposées. “Il me semble prudent de dire qu'en ce moment l'interprétation de cette inscription n'en est qu'à un stade précoce”.

L'intérêt de cette inscription hébraïque, outre l'attestation de l'ancienneté de l'écriture hébraïque, est qu'elle relance le débat sur l'antiquité d'une organisation royale et d'une activité scribale hors de Jérusalem. D'après Gershon Galil, la présence d'un tel écrit en périphérie laisse supposer que les scribes de Jérusalem étaient des écrivains plus capables encore. Neil Asher Silberman lui répond avec véhémence, dénonçant « le spectacle du fondamentalisme religieux dans une mascarade qui prétend être de l'archéologie scientifique ». Cette découverte apporte des éléments nouveaux dans le débat sur l'émergence de la royauté en Israël. Selon la Bible, on écrivait abondamment à la cour de Salomon. Pourtant, ce n'est pas au Xe siècle mais deux siècles plus tard qu'on observe un véritable usage de l'écriture à Jérusalem. Les découvertes d'ostraca remontant au Xe siècle sont infimes, voire inexistantes. Selon Israel Finkelstein, la population de Jérusalem n'était pas encore alphabétisée à l'époque de Salomon. Selon Nadaav Na'aman, si l'écriture apparaît pendant le règne de David ou de Salomon, seule la cour devait alors l'utiliser.
En 2010, Émile Puech fournit, à partir de la traduction donnée plus haut, une nouvelle interprétation du texte. Il s'agirait d'une inscription en langue cananéenne ou hébraïque, la première d'une certaine longueur. Puech penche pour un texte israélite, car aucun ossement de porc n'a été trouvé dans la couche archéologique concernée. Ce serait un « document administratif », datant de la fin du XIe siècle plutôt que du début du Xe siècle, émis par une administration royale. Ce document serait un message du roi ou d'un ministre à un gouverneur ou notable, lui demandant de respecter les nouvelles règles, à savoir le respect des nécessiteux et des étrangers. S'appuyant sur la Bible, Puech relie ce texte à l'établissement de la royauté en Israël, donc à la reconnaissance par le peuple de Saül comme premier roi d'Israël.

## Analyses de Rollston et d'Israël Finkelstein
Si Rollston, Finkelstein et Fantalkin ne contestent pas la datation de l'ostracon, ils réfutent que l'ostracon soit écrit en hébreu ancien,,. Finkelstein et Fantalkin écrivent même : « L'ostracon de Khirbet Qeiyafa n'apporte rien de nouveau sur le royaume de David et de Salomon. Puisqu'il n'y a pas de preuve que le texte soit écrit en hébreu plutôt qu'en cananéen, nous ne pouvons dire que ce soit un produit israélite. »